# Placentulinidae
Placentulinidae es una familia de foraminíferos bentónicos de la superfamilia Discorboidea, del suborden Rotaliina y del orden Rotaliida. Su rango cronoestratigráfico abarca desde el Aaleniense (Jurásico inferior) hasta la Actualidad.

## Clasificación
Placentulinidae incluye a las siguientes subfamilias y géneros:
- Subfamilia Placentulininae
  - Trispirina †
- Subfamilia Ashbrookinae
  - Ashbrookia
  - Eupatellinella
  - Paalzowella †
  - Paleopatellina †
  - Patellinella
  - Pseudopatellinella †
  - Subpatellinella

Otros géneros considerados en Placentulinidae son:
- Exopatellina de la subfamilia Ashbrookinae, aceptado como Ashbrookia
- Placentulina † de la subfamilia Placentulininae, aceptado como Trispirina